# París-Roubaix 1924
La 25.ª París-Roubaix tuvo lugar el 6 de abril de 1924 y fue ganada por el belga Jules Van Hevel.

## Clasificación final
|   | Ciclista        | Equipo          | Tiempo      |
| - | --------------- | --------------- | ----------- |
| 1 | Jules van Hevel | Wonder          | 10 h 24 min |
| 2 | Maurice Ville   | -               |             |
| 3 | Félix Sellier   | Alcyon-Dunlop   |             |
| 4 | Nicolas Frantz  | Alcyon - Dunlop |             |
| 5 | Henri Pélissier | Automoto        |             |
| 6 | Robert Gerbaud  | -               |             |
| 7 | Gaston Degy     | Griffon         |             |